# Episodi di Pretty Cure

Logo occidentale della serie

Lista degli episodi di Pretty Cure, prima serie anime di Pretty Cure, trasmessa in Giappone su TV Asahi dal 1º febbraio 2004 al 30 gennaio 2005. In Italia è stata trasmessa su Rai 2 dal 17 ottobre 2005 all'8 febbraio 2006.
La sigla originale di apertura, DANZEN! Futari wa Pretty Cure (ＤＡＮＺＥＮ！ふたりはプリキュア?), e di chiusura, Get You! Love Love?! (ゲッチュウ！らぶらぶぅ？！?), sono cantate da Mayumi Gojō. Quelle italiane, invece, Pretty Cure e Ciao Nagisa e Honoka, sono interpretate da Giorgia Alissandri.

## Lista episodi
| Nº | Titolo italiano Giapponese 「Kanji」 - Rōmaji - Traduzione letterale | In onda           | In onda          |
| Nº | Titolo italiano Giapponese 「Kanji」 - Rōmaji - Traduzione letterale | Giapponese        | Italiano         |
| 1  | Una sorpresa piovuta dal cielo 「私たちが変身！？ありえない！」 - Watashi-tachi ga henshin!? Arienai! – "Noi ci trasformiamo!? Non posso crederci!" | 1º febbraio 2004  | 17 ottobre 2005  |
| 1  | Nagisa Misumi e Honoka Yukishiro sono due compagne di classe che non si sono mai frequentate finora e non hanno niente in comune: la prima è una tipa sportiva e gioca a lacrosse, la seconda è appassionata di scienza ed è a capo di tale club a scuola. Una sera, dal balcone della sua camera, Nagisa assiste ad una pioggia di stelle cadenti e a lei si presenta Mepple, una creatura soprannominata "eroe prescelto"; anche Honoka trova nel magazzino della sua casa una creatura simile, Mipple, soprannominata "principessa della speranza". Le due ragazze, incredule, sono chiamate dai due inaspettati visitatori a difendere il loro luogo natio, chiamato Giardino della Luce, dalla minaccia del regno oscuro di Dotsuku. Condotte al luna park, entrambe si ritrovano faccia a faccia con un messaggero nemico, Pisard. Grazie a Mepple e Mipple, Nagisa e Honoka si trasformano nelle Leggendarie Guerriere Pretty Cure, Cure Black e Cure White, e riescono a metterlo in fuga affrontandolo in combattimento. |                   |                  |
| 2  | Il Giardino della Luce 「カンベンして！闇に狙われた街」 - Kanbenshite! Yami ni nerawareta machi – "Dateci tregua! La città presa di mira dall'oscurità" | 8 febbraio 2004   | 18 ottobre 2005  |
| 2  | Mepple e Mipple spiegano meglio a Nagisa e Honoka quale sia la loro missione, che dovrà rimanere segreta, e quali nemici dovranno affrontare per proteggere il Giardino della Luce e per riprendere cinque delle sette Pietre Prismatiche, piccole gemme che una volta raccolte tutte consentono di liberare il potere della creazione. Intanto avviene un'interruzione di corrente in tutta la città e, facendo affidamento su Mipple e Mepple per guidarle nell'oscurità, le Pretty Cure scoprono che dietro a tutto ciò c'è Pisard e ingaggiano un nuovo scontro. |                   |                  |
| 3  | Un nuovo insegnante 「イケてる実習生に気をつけろ！」 - Iketeru jisshūsei ni kiwotsukero! – "Attenzione al bel tirocinante!" | 15 febbraio 2004  | 19 ottobre 2005  |
| 3  | Pisard viene aspramente rimproverato da Re Jaaku, deluso dai ripetuti fallimenti del suo servitore che tenta di giustificarsi spiegando che le due ragazze che ha affrontato ripetutamente sono protette dal potere della creazione. Seppur infuriato nell'apprendere la notizia, Re Jaaku gli ricorda che può distruggerlo quando vuole e lo invita a non fallire di nuovo. L'uomo sceglie così di infiltrarsi come insegnante alla Verone Academy, sotto il falso nome di Ryuichi Kazama, per sottrarre alle Pretty Cure le due Pietre Prismatiche che mancano al suo sovrano Re Jaaku per far sprofondare l'universo nell'oscurità. Cure Black e Cure White, però, lo scoprono e riescono a scacciarlo. |                   |                  |
| 4  | Scontro nel museo 「ミラクル！？生きている美術館」 - Mirakuru!? Ikiteiru bijutsukan – "Un miracolo!? Il museo che prende vita" | 22 febbraio 2004  | 21 ottobre 2005  |
| 4  | Nagisa e Honoka vengono scelte come guide per la loro classe in gita al museo d'arte. Mipple, nel frattempo, dice che lei è atterrata per la prima volta nel loro mondo cento anni fa. Pisard torna all'attacco e trasforma la maggior parte della gente in statue di pietra, ma le Pretty Cure ristabiliscono l'ordine. |                   |                  |
| 5  | Il potere dell'amore 「マジヤバ！捨て身のピーサード」 - Majiyaba! Sutemi no Pīsādo – "Guai seri! Pisard a rischio della vita" | 29 febbraio 2004  | 24 ottobre 2005  |
| 5  | Re Jaaku dà un'ultima possibilità a Pisard di vincere contro le Pretty Cure. Quest'ultimo decide di attaccare quando le due ragazze non sono insieme e quindi non possono trasformarsi. Pisard inseguita Honoka la mette con le spalle al muro e la ragazza gli chiede il perché voglia in maniera ossessiva le Pietre Prismatiche e Pisard le risponde che ciò renderebbe immortale Re Jaaku e tutti loro guerrieri di Dotsuku, Honoka però lo accusa di essere un egoista che pensa solo alla sua felicità e non a quella degli altri mandando su tutte le furie Pisard che riesce a sottrargli Mipple. Nagisa arriva appena in tempo per salvare Honoka ma Pisard fa notare loro che senza Mipple non possono trasformarsi ma poi con grande sorpresa delle due ragazze Pisard restituisce a Honoka Mipple volendo combattere con loro in maniera onorevole limitandosi a dire che il risultato sarà uguale trasformate o non trasformate sarà lui a vincere, attivata la trasformazione, Nagisa e Honoka iniziano a battersi con Pisard che tiene loro inizialmente testa ma alla fine con la loro forza di volontà decise a dimostrare a Pisard che loro pensano alla felicità degli altri e non sono egoiste come lui eliminano definitivamente Pisard, recuperando la Pietra Prismatica verde. |                   |                  |
| 6  | Il Contenitore Prismatico 「新たな闇！危険な森のクマさん」 - Aratana yami! Kiken na mori no kuma-san – "Una nuova oscurità! L'orso nella foresta pericolosa" | 7 marzo 2004      | 25 ottobre 2005  |
| 6  | Per custodire la Pietra recuperata serve il Contenitore Prismatico, che tuttavia Mepple afferma di aver perso accidentalmente quando è arrivato sulla Terra ma che probabilmente si trova vicino a un lago. Nagisa e Honoka, insieme a Mipple e Mepple, partono per un'escursione al lago Hyotan, ma arrivate vengono attaccate da un nuovo servo di Dotsuku, Gekidrago, che rende violento un orso della foresta. Le Pretty Cure utilizzano il loro potere sull'animale per riportarlo alla normalità; inoltre fanno la conoscenza del Guardiano delle Pietre Prismatiche, Wisdom. |                   |                  |
| 7  | Cuore, mostri e lacrosse 「熱闘ラクロス！乙女心は超ビミョー！」 - Nettō rakurosu! Otomegokoro wa chō bimiyō! – "Un aspro lacrosse! Il cuore di una ragazza è molto delicato!" | 14 marzo 2004     | 26 ottobre 2005  |
| 7  | Per Nagisa comincia a diventare difficile conciliare gli impegni scolastici, del club di lacrosse e l'essere diventata una Pretty Cure. Quando Dotsuku attacca durante il torneo della squadra, la ragazza è messa a dura prova se continuare il suo ruolo in campo o aiutare Honoka. Tutto si risolve per il meglio con la sconfitta di Gekidrago e la vincita della partita; infine Nagisa apprende che il ragazzo per cui ha una cotta, seduto negli spalti insieme a Honoka, è un amico d'infanzia di quest'ultima e si chiama Shogo Fujimura, detto "Fuji-P". |                   |                  |
| 8  | Una vera amica 「プリキュア解散！ぶっちゃけ早すぎ！？」 - Purikyua kaisan! Bucchake hayasugi!? – "Le Pretty Cure si sciolgono! Non è troppo presto!?" | 21 marzo 2004     | 27 ottobre 2005  |
| 8  | Il tentativo ben intenzionato di Honoka di presentare Nagisa a Fuji-P fallisce, causando un grande litigio tra le due. La fine della loro amicizia rappresenta la spaccatura delle Pretty Cure, ma un attacco di Gekidrago le costringe a riunirsi e contrattaccare. A causa di uno scambio di diari, l'una legge i pensieri dell'altra e il mattino seguente Nagisa e Honoka fanno pace. |                   |                  |
| 9  | Mepple sta male 「取り返せ！メポメポ大作戦」 - Torikaese! Mepomepo daisakusen – "Ridammelo! Il grande piano MepoMepo" | 28 marzo 2004     | 28 ottobre 2005  |
| 9  | Nagisa è stanca di essere continuamente punzecchiata da Mepple e per dispetto non si prende cura di lui e lo ignora quando dice di non sentirsi bene. Tuttavia Mepple si è ammalato davvero e a scuola il vicepreside Kometsuki lo confisca a Nagisa credendo sia un cellulare, proprio quando lei si rende conto di ciò. Nagisa deve recuperarlo e curare la sua malattia prima che sia troppo tardi. |                   |                  |
| 10 | Un compleanno movimentato 「ほのか炸裂！素敵な誕生日」 - Honoka sakuretsu! Suteki na tanjōbi – "Honoka esplode! Un meraviglioso compleanno" | 4 aprile 2004     | 31 ottobre 2005  |
| 10 | I genitori di Honoka, Aya e Taro, che fanno i commercianti d'arte, tornano dall'estero per il suo compleanno. Intanto Nagisa non sa che regalo farle, visto che ha anche finito la paghetta. Una banda di rapinatori rovina la giornata, e sia Honoka che i genitori diventano ostaggi all'interno di una gioielleria. Nel frattempo che Gekidrago colpisce e arriva Nagisa, Honoka fa ragionare i rapinatori che si rivelano in fondo brave persone. |                   |                  |
| 11 | Terrore all'acquario. Salvate Ryota! 「亮太を救え！ゲキドラーゴ・パニック」 - Ryota wo sukue! Gekidorāgo panikku – "Salvate Ryota! Il panico di Gekidrago" | 11 aprile 2004    | 1º novembre 2005 |
| 11 | Nagisa porta suo fratello Ryota all'acquario per un suo progetto scolastico; a loro si unisce anche Honoka. Gekidrago sferra un attacco, di cui Ryota rimane vittima: Cure Black s'arrabbia molto per aver coinvolto un bambino in tutto ciò, per di più suo fratello, e insieme a Cure White sconfigge una volta per tutte Gekidrago, recuperando la Pietra Prismatica azzurra. |                   |                  |
| 12 | Una nuova nemica: Poisonny 「悪の華・ポイズニー参上！って誰？」 - Aku no hana · Poizunī sanjō! Tte dare? – "Il fiore maligno · Appare Poisonny! Ma chi è?" | 18 aprile 2004    | 2 novembre 2005  |
| 12 | Una nuova sottoposta di Re Jaaku, Poisonny, entra in azione, distinguendosi dai precedenti per il suo modo di operare, ovvero cercando di confondere la mente e creando illusioni sui suoi bersagli. Con una strategia sottrae Mepple a Nagisa, ma non riesce a fare lo stesso con Mipple a Honoka grazie all'intervento della nonna Sanae. Le Pretty Cure riescono difficoltosamente ad avere la meglio, mentre apprendono che Sanae è stata in passato la custode del Card Commune di Mipple. |                   |                  |
| 13 | Gara di scienze 「ご用心！年下の転校生」 - Goyōjin! Toshishita no tenkōsei – "Attenzione! Il giovane studente trasferitosi" | 25 aprile 2004    | 3 novembre 2005  |
| 13 | Il fratello minore di Poisonny arriva alla Verone Academy come studente col nome di Kiriya Irisawa. Intanto il club di scienze di cui fa parte Honoka mette in scena il loro nuovo progetto. Alla presentazione fa la sua comparsa anche Poisonny e le Pretty Cure sono costrette alla battaglia. |                   |                  |
| 14 | Le imitatrici delle Pretty Cure 「ウソホント！？にせプリキュア大暴れ」 - Uso honto!? Nise Purikyua ō abare – "Sul serio!? Le false Pretty Cure si scatenano" | 2 maggio 2004     | 4 novembre 2005  |
| 14 | Due compagne di scuola di Nagisa e Honoka, Natsuko Koshino e Kyoko Mori, dopo aver visto le Pretty Cure in azione decidono di imitarle e vestirsi come loro per intrattenere i bambini al parco. Nagisa e Honoka, conoscendo il pericolo cui vanno incontro, cercano di farle desistere. Tuttavia Poisonny, prima le attacca scambiandole per quelle vere, poi cerca di barattare la loro vita per le Pietre Prismatiche con Cure Black e Cure White. |                   |                  |
| 15 | La leggenda del lago 「メッチャ危ない家族旅行」 - Meccha abunai kazoku ryokō – "Una vacanza in famiglia molto pericolosa" | 9 maggio 2004     | 25 novembre 2005 |
| 15 | Nagisa parte con la sua famiglia per una vacanza, e arrivata scopre che anche Honoka e sua nonna si trovano nello stesso luogo. Una leggenda del posto, secondo cui se si prega vicino al lago al tramonto i sogni si avverano, narra di una bella ragazza che aveva due amici d'infanzia che per il suo amore si uccisero a vicenda, facendo sì che lei con enorme tristezza si trasformasse in un albero. Nagisa e Honoka decidono di prendere una barca e raggiungere il posto, ma Poisonny trasforma le armature rosse e blu indossate dagli uomini della leggenda in Zakenna: è proprio grazie all'improvviso suono del flauto della ragazza della leggenda che le Pretty Cure vincono lo scontro. |                   |                  |
| 16 | Incontro con Yuka 「ストレス全開！マドンナはつらいよ」 - Sutoresu zenkai! Madonna wa tsurai yo – "Stress al massimo! Essere Madonna è dura" | 16 maggio 2004    | 28 novembre 2005 |
| 16 | Nagisa viene a conoscenza della popolarità di cui gode Yuka Odajima, ragazza talentuosa considerata la superstar della Verone Academy. Spesso per Yuka risulta difficile gestire i propri impegni e il non potersi divertire spensieratamente come le sue coetanee la rende infelice. Poisonny approfitta della debolezza di Yuka per evocare uno Zakenna che prende il controllo del corpo della ragazza e si moltiplica. Le Pretty Cure, con un piano divertente, individuano la vera Yuka e sconfiggono il nemico. |                   |                  |
| 17 | La vita dei campi 「ハートをゲット！トキメキ農作業」 - Hāto wo getto! Tokimeki nōsagyō – "Capta il suo cuore! Un lavoro nei campi da trepidazione" | 23 maggio 2004    | 29 novembre 2005 |
| 17 | Kimata invita Shogo, Kiriya e Honoka, che invita a sua volta Nagisa, nella fattoria dei suoi nonni per aiutare con il raccolto dei campi. Nagisa, aiutata da Honoka, cerca di rimanere il più possibile sola con Shogo, mentre Kiriya comincia a provare qualcosa di più per Honoka. |                   |                  |
| 18 | Questioni di cuore 「ドキドキ！中間テストは恋の迷宮」 - Dokidoki! Chūkan tesuto wa koi no meikyū – "Batticuore! Gli esami intermedi sono un labirinto d'amore" | 30 maggio 2004    | 30 novembre 2005 |
| 18 | Honoka aiuta Seiko Taniguchi a confessare i suoi sentimenti per Kiriya, ma quest'ultimo la respinge e litiga furiosamente con Honoka per questo. Nel frattempo Poisonny intrappola le Pretty Cure in un labirinto di specchi, le quali la sconfiggono appena in tempo per l'inizio degli esami di metà anno. |                   |                  |
| 19 | L'eroe prescelto e la principessa della speranza 「こわすぎ！ドツクゾーン最後の切り札」 - Kowasugi! Dotsuku Zōn saigo no kirifuda – "Spaventoso! L'ultimo asso nella manica di Dotsuku Zone" | 6 giugno 2004     | 1º dicembre 2005 |
| 19 | Mepple e Mipple litigano mentre, visti i numerosi fallimenti degli altri, scende in campo il più potente tra i sottoposti di Dotsuku, Ilkubo. Quest'ultimo comincia ad accumulare tutta l'energia presente nell'aria, mettendo le Pretty Cure in grossa difficoltà, ma l'intervento coraggioso di Mepple sembra aggiustare le cose. Ilkubo abbandona volontariamente lo scontro, poiché venuto solamente per testare i poteri delle avversarie. |                   |                  |
| 20 | Il mistero delle due Honoka 「どっちが本物？ふたりのほのか」 - Docchi ga honmono? Futari no Honoka – "Qual è quella vera? Le due Honoka" | 13 giugno 2004    | 2 dicembre 2005  |
| 20 | Disperata per evitare la furia di Re Jaaku, Poisonny impersona Honoka e cerca di ingannare Nagisa nel darle Mepple. Il suo trucco confonde temporaneamente la ragazza, che alla fine riconosce la vera Honoka. Ne consegue un duro scontro, che si conclude con la morte di Poisonny e il recupero della Pietra Prismatica arancione. |                   |                  |
| 21 | La scelta di Kiriya 「衝撃デート！キリヤの真実」 - Shōgeki dēto! Kiriya no shinjitsu – "Un appuntamento sconvolgente! La verità di Kiriya" | 27 giugno 2004    | 5 dicembre 2005  |
| 21 | Kiriya confessa a Honoka di far parte dei messaggeri di Dotsuku e che il suo destino è quello di combattere le Pretty Cure. Cure White e Cure Black affrontano a malincuore il ragazzo, che infine si arrende e consegna spontaneamente la sua Pietra Prismatica gialla. Kiriya torna quindi a Dotsuku per affrontare la sua punizione, ovvero scomparire per sempre nell'oscurità. |                   |                  |
| 22 | Moko il trovatello 「ウッソー！忠太郎がママになる！？」 - Ussō! Chūtarō ga mama ni naru!? – "Non ci credo! Chutaro diventa mamma!?" | 4 luglio 2004     | 6 dicembre 2005  |
| 22 | Chutaro, il cane di Honoka, trova e accudisce un cucciolo abbandonato. Nagisa e Honoka si mettono alla ricerca del proprietario, ma incontrano Ilkubo, il quale durante lo scontro scopre la localizzazione delle Pietre Prismatiche e del Guardiano. Alla fine Moko ritrova il suo padrone, mentre le Pretty Cure sono sempre più preoccupate della potenza di Dotsuku. |                   |                  |
| 23 | Che incubo il campo estivo 「危うし！夏合宿の悪夢」 - Ayaushi! Natsu gasshuku no akumu – "Pericolo! L'incubo del campo estivo" | 11 luglio 2004    | 7 dicembre 2005  |
| 23 | Nagisa e Honoka e la loro classe sono al campo estivo della Verone Academy. Durante il soggiorno si verificano una serie di eventi strani come l'interruzione della corrente e lo spoglio degli alberi, e le Pretty Cure credono che dietro a tutto ciò ci sia qualcuno di Dotsuku: i sospetti si rivelano presto fondati, e le Leggendarie Guerriere non possono fare nulla davanti a Ilkubo che sottrae al Guardiano tutte le Pietre precedentemente recuperate. |                   |                  |
| 24 | Lo scontro finale con Ilkubo 「決戦！プリキュアＶＳイルクーボ」 - Kessen! Purikyua tai Irukūbo – "Battaglia decisiva! Le Pretty Cure contro Ilkubo" | 18 luglio 2004    | 8 dicembre 2005  |
| 24 | Con Wisdom il Guardiano catturato da Dotsuku, le Pretty Cure cercano di pensare a un piano per riportarlo indietro. Ilkubo ritorna prima del previsto per le due Pietre Prismatiche rimaste in possesso di Mepple e Mipple; con così tanto potere in mano a una singola persona, le sette Pietre reagiscono contro Ilkubo e permettono a Cure Black e Cure White di avere la vittoria, recuperare le Pietre e liberare il Guardiano. |                   |                  |
| 25 | Il Giardino della Luce 「いざ光の園へポポ！私たちも！？」 - Iza Hikari no Sono e popo! Watashi-tachi mo!? – "Si va al Giardino della Luce-popo! Anche noi!?" | 25 luglio 2004    | 9 dicembre 2005  |
| 25 | Le sette Pietre Prismatiche sono state riunite e dal Giardino della Luce arriva Pollun, il principe della Luce che guida verso il futuro, che invita le Pretty Cure al cospetto della Regina. Durante la cerimonia per liberare il potere della creazione fa la sua comparsa Ilkubo, tramutato in un mostro d'ombra, che ruba nuovamente le Pietre e trascina con sé Nagisa e Honoka a Dotsuku. |                   |                  |
| 26 | La sconfitta di Re Jaaku 「さよならメップルミップル！？やだー！」 - Sayonara Meppuru Mippuru!? Ya dā! – "Addio Mepple e Mipple!? Assolutamente no!" | 1º agosto 2004    | 12 dicembre 2005 |
| 26 | Le Pretty Cure assistono all'eliminazione di Ilkubo per mano di Re Jaaku, che temeva potesse danneggiare le Pietre, e subito dopo si scontrano con questo. Il conflitto si rivela molto duro ma, grazie all'aiuto della Regina della Luce, le Leggendarie Guerriere sconfiggono Re Jaaku, il quale giura vendetta. Avendo concluso la battaglia contro il male, Mepple e Mipple dovrebbero rimanere nel Giardino della Luce, ma con grande sorpresa tornano da Nagisa e Honoka accompagnati questa volta anche da Pollun. |                   |                  |
| 27 | La scomparsa di Pollun 「新たな闇が迫る！迷子のポルンを救え」 - Aratana yami ga semaru! Maigo no Porun wo sukue – "Una nuova oscurità si avvicina! Salvate il perduto Porun" | 8 agosto 2004     | 9 gennaio 2006   |
| 27 | Pollun, arrivato da poco sulla Terra, si avventura solo in città ma si perde, e Nagisa e Honoka si mettono a cercarlo. Una nuova minaccia incombe, infatti Re Jaaku prima di venire sconfitto è riuscito a spargere i suoi Semi dell'Oscurità che lo faranno rinascere: uno di questi, Yuna, si risveglia e attacca le Pretty Cure, che lo contrastano con molta difficoltà. |                   |                  |
| 28 | Il valore della speranza 「レギーネ登場！ってもう来ないで！」 - Regīne tōjō! Tte mō konaide! – "Appare Regine! Ma non tornare ancora!" | 15 agosto 2004    | 10 gennaio 2006  |
| 28 | In una giornata particolarmente calda, le ragazze decidono di visitare la collina Keiyaki, un luogo che riporta alla mente di Sanae molti ricordi della sua fanciullezza. Nel frattempo il secondo Seme dell'Oscurità prende forma di una misteriosa donna, Regine, e attacca le Leggendarie Guerriere. |                   |                  |
| 29 | La festa d'estate 「嵐の夏祭り！カミナリ様は超コワイ！？」 - Arashi no natsumatsuri! Kaminari-sama wa chō kowai!? – "Un festival estivo tempestoso! Il dio dei fulmini è super spaventoso!?" | 22 agosto 2004    | 11 gennaio 2006  |
| 29 | In città si celebra come ogni anno il festival estivo e Nagisa e Honoka si divertono insieme ai loro amici. Durante una prova di coraggio organizzata tra loro, Fuji-P si fa male a una gamba e Nagisa accetta il passaggio di un signore verso l'ospedale. Sul tetto dell'edificio ad attendere le Pretty Cure c'è un nemico mai affrontato prima. Successivamente, dopo lo scontro, il signore che aveva accompagnato Nagisa e Fuji-P all'ospedale si rivela essere l'ultimo Seme dell'Oscurità risvegliatosi, Belzei. |                   |                  |
| 30 | Il segreto di Pollun 「炸裂！プリキュアレインボーストーム」 - Sakuretsu! Purikyua Reinbō Sutōmu – "Esplosione! Pretty Cure Rainbow Storm" | 5 settembre 2004  | 12 gennaio 2006  |
| 30 | A scuola, Nagisa si accorge di avere Pollun dentro la borsa. Mentre la ragazza insieme a Honoka cerca di non fargli combinare guai, i tre Semi dell'Oscurità compaiono e rapiscono il Guardiano delle sette Pietre Prismatiche, ma non prima che questo riesca a trasferire tutto il loro potere della creazione dentro Pollun: questo sblocca un potere per le Pretty Cure, il Bracciale dell'Arcobaleno, che mette in fuga i nemici. |                   |                  |
| 31 | Il nuovo potere delle Pretty Cure 「マジ家出？ポルンはいったいどこ～！？」 - Maji iede? Porun wa ittai doko~!? – "È davvero scappato? Dov'è finito Porun~!?" | 12 settembre 2004 | 13 gennaio 2006  |
| 31 | Pollun sente la mancanza del Giardino della Luce e scappa di casa. I tre Semi dell'Oscurità iniziano il processo di rinascita di Re Jaaku, ma egli ha bisogno del potere della creazione per liberarsi dalle catene che lo imprigionano. Il nuovo potere delle Pretty Cure respinge nuovamente un attacco di Yuna. |                   |                  |
| 32 | Pollun va alla fiera 「ポルンを励ませ！とっておきのカーニバル」 - Porun wo hagemase! Totteoki no kānibaru – "Solleviamo il morale a Porun! Un carnevale speciale" | 19 settembre 2004 | 16 gennaio 2006  |
| 32 | Pollun è giù di morale, così Nagisa e Honoka decidono di portarlo al parco divertimenti. Tuttavia fa la sua comparsa Regine, alla ricerca del potere delle Pietre, e sta alle Pretty Cure sconfiggerla. |                   |                  |
| 33 | Una partita importante 「Ｖゲット！心でつなげ光のパスライン！！」 - V getto! Kokoro de tsunage hikari no pasurain!! – "Conquista la vittoria! Connetti il sentiero della luce col tuo cuore!!" | 26 settembre 2004 | 17 gennaio 2006  |
| 33 | Shiho Kubota, amica di Nagisa, si sente giù dopo aver fallito un tiro a lacrosse e pensa di lasciare la squadra dopo l'imminente partita. A causa di un attacco da parte di Regine, Nagisa si assenta in campo e a sostituirla è proprio Shiho, la quale determina il punto della vittoria. Grazie al sostegno delle amiche, la ragazza decide alla fine di non lasciare il lacrosse. |                   |                  |
| 34 | Una eccitante staffetta 「なぎさぶっちぎり！炎のガチンコリレー」 - Nagisa bucchigiri! Honō no gachinko rirē – "Nagisa sbaraglia tutti! Il relè gachinko di fuoco" | 3 ottobre 2004    | 18 gennaio 2006  |
| 34 | Alla Verone Academy si svolge la giornata dello sport e Nagisa finisce per gareggiare nella staffetta contro Yuka. I Semi dell'Oscurità attaccano nuovamente, ma le Pretty Cure potenziate da Pollun li respingono. |                   |                  |
| 35 | Gita a raccogliere le castagne 「これってデート？怒涛のハッピーバースデー」 - Korette dēto? Dotō no happī bāsudē – "Questo è un appuntamento? Un tumultuoso buon compleanno" | 10 ottobre 2004   | 19 gennaio 2006  |
| 35 | Kazuki Hasekura, asso della squadra di basket, rimane stupito dalla determinazione di Nagisa e la invita a raccogliere le castagne in campagna dai suoi nonni. La ragazza ha difficoltà a rifiutare e, per paura di offenderlo, accetta l'invito. Mentre sono lì, Yuna e Regine sferrano un attacco ma grazie a Honoka, che ha seguito Nagisa a distanza, le Pretty Cure possono trasformarsi e sconfiggerli: Hasekura semisvenuto intravede Cure Black e se ne innamora a prima vista, comunicando successivamente a Nagisa di non interessargli più. Tornati in città, Honoka e Fuji-P augurano buon compleanno a una Nagisa particolarmente confusa. |                   |                  |
| 36 | La breve fuga del Guardiano delle Pietre 「自由を掴め！番人決死の大脱走」 - Jiyū wo tsukame! Bannin Kesshi no daidassō – "Alla volta della libertà! La grande fuga disperata del Guardiano delle Pietre" | 17 ottobre 2004   | 20 gennaio 2006  |
| 36 | Approfittando della distrazione dei due maggiordomi Zakenna, il Guardiano delle Pietre scappa dalla villa dei Semi dell'Oscurità. Tuttavia viene presto rifatto prigioniero. |                   |                  |
| 37 | Romeo & Giulietta 「いざ初舞台！！負けるなロミオとジュリエット」 - Iza hatsubutai!! Makeruna Romio to Jurietto – "Il primo spettacolo su un palcoscenico!! Non dovete perdere, Romeo e Giulietta" | 24 ottobre 2004   | 23 gennaio 2006  |
| 37 | La classe di Nagisa e Honoka deve mettere in scena la tragedia Romeo e Giulietta, e le due ragazze vengono scelte per interpretare i ruoli dei protagonisti. Alla rappresentazione si presenta, però, anche Yuna che reclama il potere delle Pietre Prismatiche: fingendo di continuare a recitare, le Pretty Cure lo annientano e, nonostante le scarse doti recitative di Nagisa, lo spettacolo ottiene un gran successo. |                   |                  |
| 38 | L'incarico di Ryota 「ガッツでＧＯ！亮太のおつかい大作戦」 - Gattsu de GO! Ryōta no otsukai daisakusen – "Vai con coraggio! Il grande piano per l'incarico di Ryota" | 31 ottobre 2004   | 24 gennaio 2006  |
| 38 | È il fine settimana e le ragazze sono impazienti di andare a fare shopping, ma i piani vengono scombinati quando il papà di Nagisa, Takashi, telefona per chiedere di portargli in ufficio dei documenti che ha lasciato a casa. Ryota si offre di svolgere l'incarico da solo, ma la madre che teme per la sua incolumità incarica a sua volta Nagisa di tenerlo d'occhio a distanza. Durante il tragitto sorgono alcuni problemi, tra cui un attacco da parte di Regine, ma tutto si risolve per il meglio. |                   |                  |
| 39 | Il matrimonio della signorina Yoshimi 「涙キラ！汗がタラ！結婚式は大騒動！！」 - Namida kira! Ase ga tara! Kekkonshiki wa ōsōdō!! – "Lacrime luminose! Sudore che cola! Una cerimonia di nozze caotica!!" | 14 novembre 2004  | 25 gennaio 2006  |
| 39 | La professoressa della classe di Nagisa e Honoka, la signorina Yoshimi Takenouchi, si sposa e per l'occasione tutte le sue alunne le regalano una grande coperta cucita a mano. Al matrimonio purtroppo irrompe Yuna, ma le Pretty Cure lo scacciano e riportano la serenità. |                   |                  |
| 40 | Un invito a casa di Honoka 「夢の世界へご招待！？一泊二日闇の旅」 - Yume no sekai he go shōtai!? Ippakufutsuka yami no tabi – "Un invito nel mondo dei sogni!? Viaggio di una notte nelle tenebre" | 21 novembre 2004  | 26 gennaio 2006  |
| 40 | Mentre sua nonna è via perché andata ad incontrare una vecchia amica, Honoka invita le compagne di scuola a passare la notte a casa sua. Le Pretty Cure vengono attaccate all'interno dei loro sogni da Belzei, ma riescono ancora una volta a cavarsela. |                   |                  |
| 41 | Le finali di lacrosse 「負けないってばー！！闇の力をぶっとばせ！」 - Makenaittebā!! Yami no chikara wo buttobase! – "Ho detto che non perderemo!! Soffia via il potere dell'oscurità!" | 28 novembre 2004  | 27 gennaio 2006  |
| 41 | La squadra di lacrosse della Verone Academy, di cui fa parte Nagisa, deve disputare le finali contro la squadra dell'Otagaku. Nel frattempo i Semi dell'Oscurità apprendono che il potere dell'annientamento che sta consumando Re Jaaku in attesa del potere delle Pietre Prismatiche è lo stesso che agisce su di loro. |                   |                  |
| 42 | Il rapimento di Honoka 「二人はひとつ！なぎさとほのか最強の絆」 - Futari wa hitotsu! Nagisa to Honoka saikyō no kizuna – "Noi due siamo una cosa sola! Il potente legame di Nagisa e Honoka" | 5 dicembre 2004   | 30 gennaio 2006  |
| 42 | I Semi dell'Oscurità riescono a separare le Pretty Cure, rapendo Cure White. Cure Black, rimasta sola, affronta determinata l'esercito delle tenebre per salvare l'amica. |                   |                  |
| 43 | Un regalo per Fuji-P 「激揺れまくり！藤Ｐ先輩に届けこの想い」 - Gekiyure makuri! Fuji P-senpai ni todoke kono omoi – "Estremamente agitata! Voglio trasmettere questi sentimenti a Fuji-P" | 12 dicembre 2004  | 31 gennaio 2006  |
| 43 | Nagisa vorrebbe dichiarare il suo amore a Fuji-P ma viene preceduta da Yui Morioka, sua compagna di classe. Nonostante quest'ultima venga respinta, Nagisa pensa non sia ancora arrivato il suo momento e sceglie di aspettare ancora un po'. |                   |                  |
| 44 | Un Natale indimenticabile 「最高ハッピー！？なぎさのホワイトクリスマス」 - Saikō happī!? Nagisa no Howaito Kurisumasu – "Si può essere più felici!? Il bianco Natale di Nagisa" | 19 dicembre 2004  | 1º febbraio 2006 |
| 44 | Le vacanze invernali sono dietro l'angolo e alla Verone Academy si tiene un ballo in stile natalizio. Nagisa vorrebbe regalare a Fuji-P una sciarpa per il suo compleanno e confessargli il suo amore, ma viene interrotta dall'attacco di Belzei. Grazie a una distorsione fra luce e tenebra, fa la sua apparizione Kiriya che avvisa le Pretty Cure dei cambiamenti in atto a Dotsuku. A fine serata, merito di Mepple e Pollun, Nagisa ottiene il suo miracolo di Natale insieme a Fuji-P, ma dimentica di dargli il suo regalo. |                   |                  |
| 45 | Gara di canto 「歌えさくら組！合唱は勇気を乗せて」 - Utae sakura-gumi! Gasshō wa yūki wo nosete – "Canta classe ciliegio! Il coro mostra coraggio" | 26 dicembre 2004  | 2 febbraio 2006  |
| 45 | La classe di Nagisa e Honoka viene scelta per rappresentare la Verone Academy ai campionati distrettuali di canto corale. Chiaki Yabe, colei che dirige il coro, prende la decisione all'ultimo minuto di cambiare la canzone che devono cantare, trovando quasi nessuno favorevole alla scelta. Il giorno della gara, un attacco di Yuna e Regine tiene impegnate Nagisa e Honoka, che riescono appena in tempo a salire sul palco. Nonostante gli iniziali disaccordi tra i membri, il gruppo ottiene numerosi consensi tra il pubblico. |                   |                  |
| 46 | Verso la battaglia finale 「サイアク～！石の力が奪われた～！？」 - Saiaku~! Ishi no chikara ga ubawareta~!? – "Il peggio~! Il potere delle Pietre è stato rubato~!?" | 9 gennaio 2005    | 3 febbraio 2006  |
| 46 | Nagisa e Honoka sono entusiaste per il nuovo anno ma, prima che possano godersi il rientro a scuola, vengono attaccate da Belzei, Yuna e Regine: i tre nemici hanno capito che il potere delle Pietre Prismatiche è nascosto dentro Pollun e, con enorme sorpresa del Guardiano, Belzei è capace a evocare il potere della creazione. Per riprendersi ciò che è stato tolto loro, ovvero le Pietre e il loro amico Pollun, le Pretty Cure si dirigono verso la villa nel bosco, base dei Semi dell'Oscurità. |                   |                  |
| 47 | Il potere delle sette Pietre nelle mani sbagliate 「最強戦士登場！っても～ありえない！！」 - Saikyō senshi tōjō! Ttemo~ arienai!! – "Appare il guerriero più forte! Ma~ non posso crederci!!" | 16 gennaio 2005   | 6 febbraio 2006  |
| 47 | I Semi dell'Oscurità evocano il potere della creazione, fondendosi in un unico essere dalla straordinaria forza, e si ribellano a Re Jaaku per diventare loro i nuovi sovrani delle tenebre. A Dotsuku, le Pretty Cure ingaggiano uno scontro e vengono tratte in salvo all'ultimo momento da Kiriya, il quale racconta di essere destinato a vagare tra la luce e la tenebra per l'eternità. |                   |                  |
| 48 | Lo scontro più duro 「史上最大の決戦！プリキュア最後の日！！」 - Shijōsaidai no kessen! Purikyua saigo no hi!! – "La più grande battaglia decisiva della storia! L'ultimo giorno delle Pretty Cure!!" | 23 gennaio 2005   | 7 febbraio 2006  |
| 48 | Dopo aver assorbito dentro il suo corpo la fusione dei tre Semi dell'Oscurità che si erano ribellati a lui e aver ottenuto di conseguenza il potere della creazione, Re Jaaku si libera dalle catene e sfodera tutta la sua potenza; con a disposizione il potere della creazione e dell'immortalità, apre un varco tra Dotsuku e il Giardino dell'Arcobaleno (la Terra), facendo precipitare Black e White di nuovo sulla Terra. La Regina della Luce afferma che la situazione è davvero critica; Re Jaaku dichiara di distruggere le Pretty Cure in quanto sono l'ultimo ostacolo affinché possano vincere le tenebre. |                   |                  |
| 49 | L'ultimo giorno delle Pretty Cure 「未来を信じて！明日を信じて！さよならなんて言わせない！！」 - Mirai wo shinjite! Ashita wo shinjite! Sayonara nante iwasenai!! – "Credete nel futuro! Credete nel domani! Non vi lasceremo dire addio!!" | 30 gennaio 2005   | 8 febbraio 2006  |
| 49 | Giunto sulla Terra, Re Jaaku, per non avere interferenze nello scontro con le Pretty Cure, trasporta tutti gli esseri umani in un'altra dimensione facendo pensare loro di stare vivendo la vita comune di tutti i giorni. Alla domanda delle guerriere su dove siano finiti i loro amici e le loro famiglie, Re Jaaku chiarisce che se vogliono far tornare tutto come prima devono riuscire a sconfiggerlo. L'oscurità sta consumando l'universo, ma la forza di Cure Black e Cure White combinata al potere interiore di Pollun fa sì che Re Jaaku venga sconfitto e il potere delle sette Pietre Prismatiche ripristinato. Terminata la battaglia contro il male, come detto da Re Jaaku tutti gli esseri umani vengono riportati sulla Terra senza essersi accorti di nulla, mentre Mepple e Mipple rifiutano di tornare nel Giardino della Luce e scelgono di addormentarsi in eterno al fianco di Nagisa e Honoka. Anche Kiriya si è reincarnato in un bambino umano, e Nagisa e Honoka terminano il loro secondo anno di scuole medie. |                   |                  |